# Erik C. Peterson

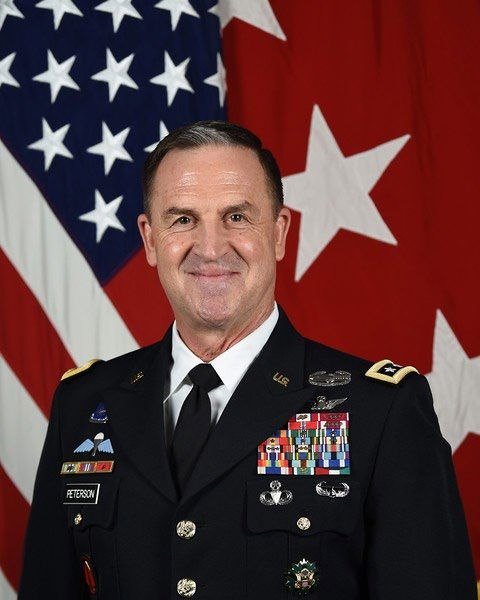
Erik C. Peterson (2021)

Erik C. Peterson (* um 1964) ist ein pensionierter Generalleutnant der United States Army. Er war unter anderem Kommandeur der 1. Armee und der First United States Army – West.
Über das ROTC-Programm der University of Idaho gelangte Erik Peterson im Jahr 1986 in das Offizierskorps des US-Heeres. Dort wurde er als Leutnant der Heeresfliegerei zugeteilt. In der Armee durchlief er anschließend alle Offiziersränge vom Leutnant bis zum Drei-Sterne-General. Im Lauf seiner militärischen Karriere absolvierte Peterson verschiedene Kurse und Schulungen. Dazu gehörten unter anderem der Aviation Officer Advanced Course, die Combined Arms Service Staff School, das Command and General Staff College und das National War College. Außerdem wurde er zum Hubschrauberpiloten ausgebildet. Er erwarb den Flugschein für acht militärische und zivile Hubschraubertypen.
Peterson versah den für Offiziere in den entsprechenden Rangstufen üblichen Dienst in verschiedenen Einheiten und Standorten. Er wurde vor allem, aber nicht ausschließlich, bei Einheiten der Heeresfliegerei eingesetzt. Im Lauf seiner Dienstzeit kommandierte er Einheiten auf fast allen Ebenen bis hin zum Armeekommandeur. Gleich zu Beginn seiner Dienstzeit war er in Südkorea stationiert. Danach folgten Versetzungen an inneramerikanische Standorte, wo er auch als Stabsoffizier tätig war. Unter anderem war er Stabschef bei der 10. Gebirgsdivision, bei der er auch eine der Division unterstellte Brigade der Heeresfliegerei kommandierte. Peterson war im Zweiten Golfkrieg, im Irakkrieg und im Krieg in Afghanistan eingesetzt.
Am 2. Mai 2013 erreichte Peterson mit seiner Beförderung zum Brigadegeneral die Generalsränge. Gleichzeitig wurde er nach Südkorea versetzt, wo er zwischen Juni 2013 und Juni 2014 stellvertretender Kommandeur der 2. Infanteriedivision war. Daran schloss sich eine Versetzung zum Fort Bragg an, dem heutigen Fort Liberty, wo er zwischen Juni 2014 und Juli 2016 das United States Army Special Operations Aviation Command kommandierte.
Am 2. Juli 2016 wurde Erik Peterson zum Generalmajor befördert und in die kombinierte Stabsabteilung G3/5/7 des Heeresamt in Washington, D.C. versetzt, wo er die Unterabteilung für die Heeresfliegerei leitete (Director, Army Aviation, Office of the Deputy Chief of Staff, G-3/5/7, United States Army, Washington, DC). Zwischen Juni 2017 und August 2019 kommandierte er in Fort Hood, dem heutigen Fort Cavazos, den westlichen Teil der 1. Armee. Diese Armee bestand bzw. besteht noch immer aus zwei Teilen. Der Westteil hat sein Hauptquartier in Texas im Fort Cavazos und der Ostteil in Fort Knox in Kentucky. Den beiden Teilarmeen ist das Hauptquartier der 1. Armee in Rock Island Arsenal übergeordnet. Im Jahr 2018 war Peterson für einige Zeit kommissarischer Kommandeur der gesamten 1. Armee.
Nach seiner Zeit als Kommandeur des westlichen Teils der 1. Armee wurde er erneut zum Stab des Heeresamtes in Washington, D.C. versetzt. Dort gehörte er zwischen August 2019 und Juni 2021 der Stabsabteilung G8 (Resources and Management) an, wo er die Abteilung zur Streitkräfteunterstützung (Force Development) leitete. Am 2. Juni 2021 erfolgte seine Beförderung zum Generalleutnant. Gleichzeitig wurde er neuer Leiter der Stabsabteilung G8 des Heeresamtes. Dieses Amt bekleidete er bis zu seiner Pensionierung im Februar 2024.

## Orden und Auszeichnungen
Erik Peterson erhielt im Lauf seiner militärischen Laufbahn unter anderem folgende Auszeichnungen:
- Army Distinguished Service Medal
- Legion of Merit
- Bronze Star Medal
- Meritorious Service Medal
- Air Medal
- Kuwait Liberation Medal (Saudi-Arabien)
- Kuwait Liberation Medal (Kuwait)
- Order of National Security Merit (Südkorea)